# Ferrari F2001
El Ferrari F2001 fue un monoplaza de Fórmula 1, diseñado por Ross Brawn y Rory Byrne para la temporada 2001 de Fórmula 1. Este modelo también fue empleado con éxito para defender el Campeonato Mundial de Constructores, obtenido en 1999, por segunda vez consecutiva.
El coche fue diseñado a partir de los nuevos cambios reglamentarios que obligaban a construir un alerón delantero más alto con el fin de reducir el downforce. Esto resultó en un dinstintivo morro de 'droopsnoot' y alerón delantero en forma de cuchara. Aquella temporada también trajo la reintroducción de los controles de tracción y de salida, y el coche y suspensiones fueron diseñados teniendo en cuenta estos cambios.
El coche conservaba algo del diseño de los Ferrari creados por Brawn y Byrne, basándose más en la filosofía de diseño del McLaren. El coche se caracterizó por algunas marcas de Ferrari, como el periscopio de expulsión creado por el equipo en 1998 y la forma aerodinámica de tejado que era una característica de sus predecesores, sin embargo la eficiencia aerodinámica y la de los neumáticos se mejoró considerablemente sobre el F300, F399 y el coche del año anterior.
Se comprobó que el coche era fácil de configurar y más rápido que sus rivales como el McLaren, pero el Williams aunque aerodinámicamente inferior tenía un motor BMW muy poderoso, que era mucho más potente que el motor del Ferrari.
La temporada sin embargo fue fácil para Michael Schumacher quien obtuvo 9 victorias y consiguió su cuarto título mundial, consiguiendo 123 puntos. Solo no pudo completar dos carreras, pero su compañero de equipo Rubens Barrichello tuvo mala suerte y debería haber obtenido más victorias el mismo pero no pudo debido a la falta de fiabilidad. Ferrari consiguió su tercer título consecutivo de constructores.
El coche era aún competitivo en el comienzo del 2002 y Schumacher obtuvo la victoria final con el coche en el Gran Premio de Australia antes de que fuera remplazado por el todopoderoso F2002 desde la tercera carrera.
El F2001 consiguió 10 victorias, 13 pole positions, 4 vueltas rápidas y 197 puntos en carrera.

## Historia

### Previa
La obtención del título de pilotos y constructores del año 2000 por parte de la Scuderia Ferrari, continuaba siendo un tema resonante en el ambiente automovilístico mundial, ya que con esa consagración de puso fin a una sequía de 21 años sin conocer el honor de pintar el número 1 en sus unidades. Si bien, en 1990 y 1996 Ferrari ya lo había hecho, fue por haber contratado a Alain Prost y Michael Schumacher respectivamente, luego de haberse consagrado campeones con otras escuderías.
Sin embargo, la experiencia conseguida con el modelo F1-2000 no dejaba espacios para la tranquilidad dentro de la escudería italiana. La obtención de ese título, si bien tuvo su gran cuota en el trabajo de sus ingenieros y su piloto estrella Michael Schumacher, tuvo también su cuota de fortuna, ya que supo capitalizar los abandonos de sus rivales en los momentos que ocurrieron. Por tal motivo, no había espacio para confiar nuevamente en la suerte, por lo que finalizado el año 2000 se comenzó a trabajar en el desarrollo de un modelo que no dejase espacio a las dudas. Nuevamente el equipo de diseño de la Scuderia Ferrari, con Rory Byrne a la cabeza, puso manos a la obra para concebir al sucesor del monoplaza campeón, el cual no sólo debía revalidar los laureles conseguidos, sino también asegurarlos de manera inobjetable.
Para esta temporada, la FIA estableció nuevas normativas en cuanto al desarrollo de las unidades de la categoría Fórmula 1, promoviendo la ampliación del conjunto delantero de alerones y reduciendo la carga aerodinámica. El equipo de Byrne y Ross Brawn, atendió a esa normativa, aplicándole además la tecnología Ferrari, que incluyó un nuevo impulsor de 10 cilindros en V con apertura a 90°, acoplado a la misma caja de cambios de su predecesor y un diseño de cockpit heredado de las generaciones anteriores. Su nueva sala de máquinas conseguía erogar una potencia que orillaba los 800 CV, no tan potente como otros rivales, pero que resultaría muy efectivo para dar batalla. Con todos esos ingredientes, más la confirmación del tándem de pilotos del año 2000, vio la luz el nuevo prototipo que fue bautizado como Ferrari F2001.

## Resultados

### Fórmula 1
(Clave) (negrita indica pole position) (cursiva indica vuelta rápida)

| Año  | Motor   | Neu. | N.º | Pilotos            | 1   | 2   | 3   | 4   | 5   | 6   | 7   | 8   | 9   | 10  | 11  | 12  | 13  | 14  | 15  | 16  | 17  | Puntos | Pos. |
| ---- | ------- | ---- | --- | ------------------ | --- | --- | --- | --- | --- | --- | --- | --- | --- | --- | --- | --- | --- | --- | --- | --- | --- | ------ | ---- |
| 2001 | 050 V10 | B    |     |                    | AUS | MYS | BRA | SMR | ESP | AUT | MON | CAN | EUR | FRA | GBR | GER | HUN | BEL | ITA | USA | JPN | 179    | 1.º  |
| 2001 | 050 V10 | B    | 1   | Michael Schumacher | 1   | 1   | 2   | Ret | 1   | 2   | 1   | 2   | 1   | 1   | 2   | Ret | 1   | 1   | 4   | 2   | 1   | 179    | 1.º  |
| 2001 | 050 V10 | B    | 2   | Rubens Barrichello | 3   | 2   | Ret | 3   | Ret | 3   | 2   | Ret | 5   | 3   | 3   | 2   | 2   | 5   | 2   | 15  | 5   | 179    | 1.º  |
| 2002 | 051 V10 | B    |     |                    | AUS | MYS | BRA | SMR | ESP | AUT | MON | CAN | EUR | GBR | FRA | GER | HUN | BEL | ITA | USA | JPN | 221*   | 1.º  |
| 2002 | 051 V10 | B    | 1   | Michael Schumacher | 1   | 3   |     |     |     |     |     |     |     |     |     |     |     |     |     |     |     | 221*   | 1.º  |
| 2002 | 051 V10 | B    | 2   | Rubens Barrichello | Ret | Ret | Ret |     |     |     |     |     |     |     |     |     |     |     |     |     |     | 221*   | 1.º  |

- * Incluye puntos obtenidos por el Ferrari F2002.